# Irene Jelagat
Irene Jelagat (ur. 10 grudnia 1988) – kenijska lekkoatletka, specjalizująca się w biegu na 1500 metrów.

## Osiągnięcia
- złoty medal mistrzostw świata juniorów (Pekin 2006)
- 5. miejsce w halowych mistrzostwach świata (Doha 2010)
- złoty medal w biegu na 1500 metrów podczas igrzysk afrykańskich (Maputo 2011)
- złoty medal w sztafecie 4 × 1500 metrów podczas IAAF World Relays (Nassau 2014)

W 2008 Jelagat reprezentowała Kenię podczas igrzysk olimpijskich w Pekinie. 21. lokata w eliminacjach nie dała jej awansu do finału.

## Rekordy życiowe
- bieg na 800 m – 2:02,99 (2006)
- bieg na 1500 m – 4:02,59 (2011)
- bieg na 1500 m (hala) – 4:05,17 (2011) do 2018 rekord Kenii

24 maja 2014 w Nassau kenijska sztafeta 4 × 1500 metrów w składzie Mercy Cherono, Faith Kipyegon, Jelagat, Hellen Obiri ustanowiła aktualny rekord świata na tym dystansie (16:33,58).